# Виктор Лустиг
Виктор Лустиг (на немски: Victor Lustig; 4 януари 1890 – 11 март 1947),
е престъпник, роден в Хостине, Бохемия, Австро-Унгария (днес в Краловохрадецки край, Чешка република), действал във Франция и Съединените щати. Печели световна слава като „човекът, продал Айфеловата кула. Два пъти".

## Биография
Виктор Лустиг произхожда от висши буржоазни слоеве, той е добре образован и говори свободно поне пет езика. Когато е на 19 години, участва в сбиване за момиче и получава характерен белег – от лявото око до лявото ухо. След като завършва гимназия, той лежи в затвора за различни дребни престъпления.
Преди Първата световна война Лустиг припечелва от хазарт на трансатлантически лайнери, а също продава някакъв апарат за производство на долари, който веднага след продажбата престава да действа. С избухването на войната този източник на доходи пресъхва. През 1920 г. Виктор Лустиг заминава за САЩ, където се представя като граф Виктор Лустиг. През живота си той сменя десетки псевдоними. Само в САЩ е арестуван 50 пъти и след всеки арест е освобождаван поради липса на доказателства. Като добър психолог с аристократични маниери, той довежда до съвършенство уменията си за измама, като успява да измами дори Ал Капоне.
През 1925 г., намирайки се в Париж, Лустиг успява да продаде Айфеловата кула на парижкия бизнесмен Андре Поасон на закрит търг, като го уверява, че кулата се продава за скрап и че той е правителствен агент, който е натоварен да организира демонтажа. Измаменият търговец се срамува да съобщи на полицията и Лустиг отново прави същия номер. Новият купувач обаче отива в полицията и измамата е разкрита.
След като бяга в Съединените щати, Лустиг става фалшификатор на пари. След множество измами и дори бягство от ареста в деня преди процеса, през 1935 г. Лустиг е осъден на 20 години затвор и е въдворен в Алкатраз. На 11 март 1947 г. умира от пневмония.